# Pelabravo
Pelabravo ist ein westspanischer Ort und eine Gemeinde (municipio) mit 1.366 Einwohnern (Stand: 2024) im Osten der Provinz Salamanca in der Region Kastilien und León. Neben dem Hauptort Pelabravo gehören die Ortschaften Centro Reto, Naharros del Rio und Nuevo Navarros sowie das Neubaugebiet Villamagna zur Gemeinde.

## Lage und Klima
Der ca. 820 m hoch gelegene Ort Pelabravo liegt im Süden der altkastilischen Hochebene (meseta). Der Río Tormes begrenzt die Gemeinde im Norden. Das Stadtzentrum der Großstadt Salamanca ist knapp acht Kilometer in westnordwestlicher Richtung entfernt. Durch die Gemeinde führt die Autovía A-50 von Salamanca nach Ávila
Das Klima im Winter ist durchaus kühl; die geringen Niederschlagsmengen (ca. 435 mm/Jahr) fallen – mit Ausnahme der eher trockenen Sommermonate – verteilt übers ganze Jahr.

## Bevölkerungsentwicklung
| Jahr      | 1970 | 1981 | 1991 | 2001 | 2011 | 2021 |
| Einwohner | 641  | 580  | 628  | 817  | 965  | 1225 |

Auf Grund der aufstrebenden Wirtschaftsleistung im Industrie- und Dienstleistungssektor Salamancas und der Ausweisung von Neubaugebieten ist der Zuzug seit den 1990er Jahren feststellbar gewesen.

## Sehenswürdigkeiten
- Johannes-der-Täufer-Kirche (Iglesia de San Juan Bautista)
- Burgruine (Castillo de la Torre Mocha) aus dem 12./13. Jahrhundert
- Rathaus
- Wasserturm

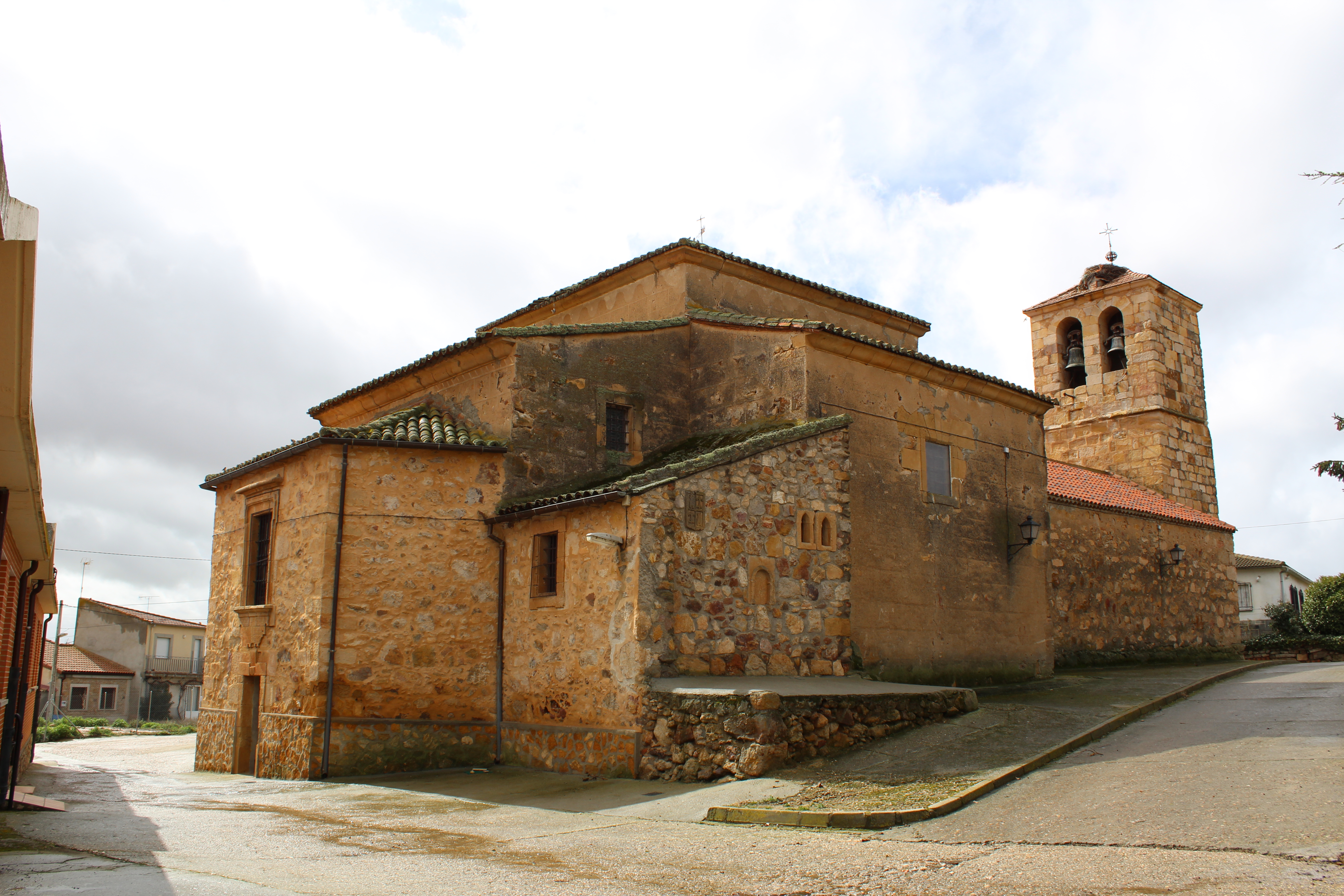
Johannes-der-Täufer-Kirche
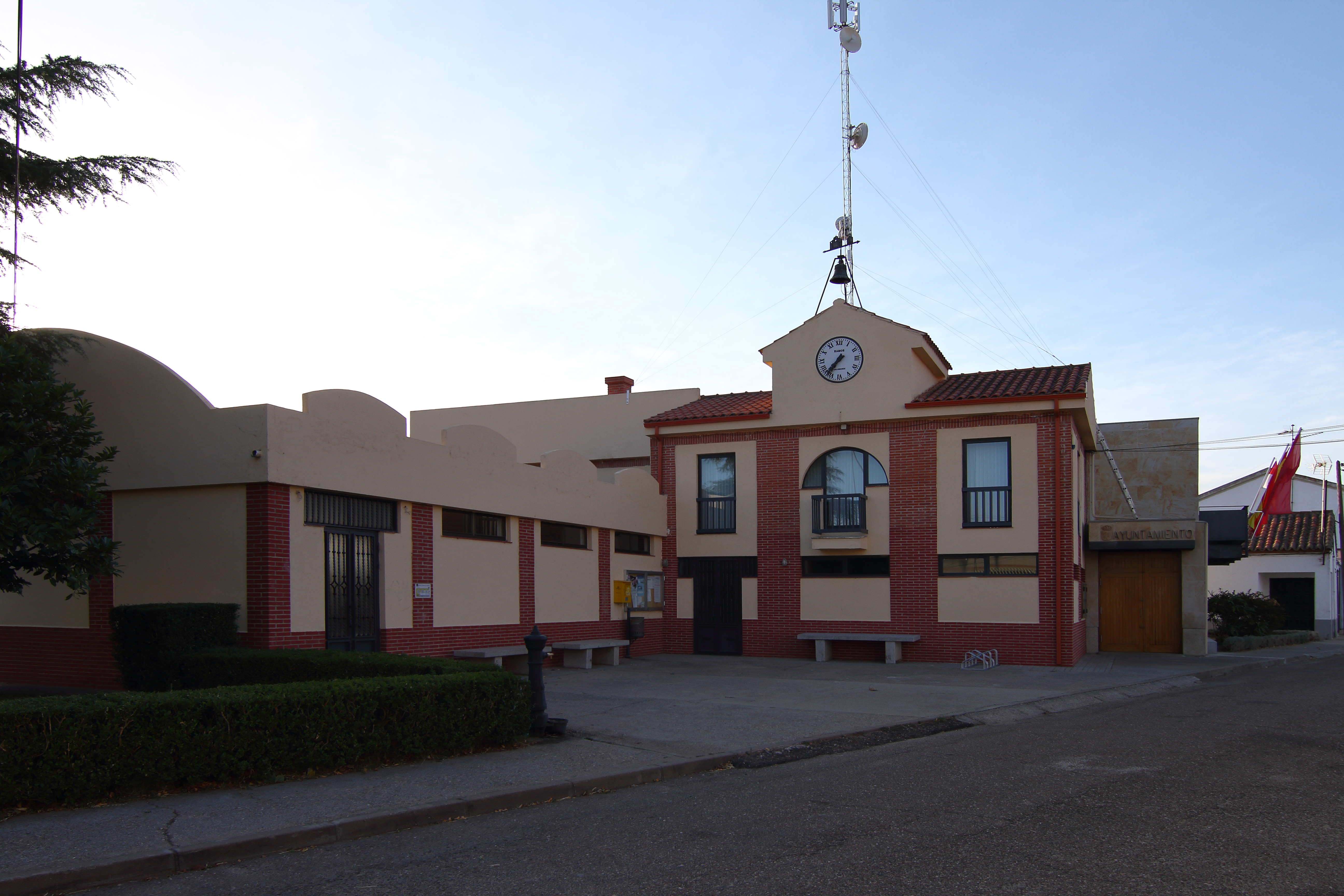
Rathaus